# بيتر بوكورني (لاعب كرة قدم)
بيتر بوكورني (بالتشيكية: Petr Pokorný)‏ هو لاعب كرة قدم تشيكي في مركز الدفاع، ولد في 28 ديسمبر 1975 في هرادتس كرالوفه في جمهورية التشيك. شارك مع منتخب جمهورية التشيك تحت 21 سنة لكرة القدم. أما مع النوادي، فقد لعب مع زاغويمبيه لوبين وشلوسك فروتسلاو ونادي تيبليتسه ونادي ملادا بوليسلاف ونادي هراتس كرالوفه.

## وصلات خارجية
- بيتر بوكورني (لاعب كرة قدم) على موقع الاتحاد التشيكي (الإنجليزية)
- بيتر بوكورني (لاعب كرة قدم) على موقع قاعدة بيانات كرة القدم.إي يو (الإنجليزية)